# Saša Jovanović (calciatore 1993)
Saša Jovanović (in serbo Саша Јовановић?; Belgrado, 30 agosto 1993) è un ex calciatore serbo, di ruolo attaccante.

## Caratteristiche tecniche
È un esterno mancino.